# Gustaaf Hendrik Alexander Feber
Gustaaf Hendrik Alexander Feber (Breda, 21 september 1900 – 's-Gravenhage, 30 januari 1982) was president van de Hoge Raad der Nederlanden.

## Leven en werk
Feber was een zoon van luitenant-generaal Herman Johannes Antonius Feber en Johanna Antonia Maria Kok. Hij trouwde in 1936 met mr. Jeanne Rudolphine Marie Romme (1906-1990), zus van minister Carl Romme.
Feber studeerde rechten in Leiden tussen 1919 en 1923 en in Amsterdam van 1926 tot 1934. Hij deed doctoraal examen in 1923 te Leiden en promoveerde in 1934 te Amsterdam. Van 1929 tot 1936 was hij waarnemend griffier bij het Hof te 's-Gravenhage waarna hij van 1936 tot 1946 rechter was te Almelo. In 1945 en 1946 was hij raadsheer in de Bijzondere Raad van Cassatie. In 1946 werd hij benoemd tot bijzonder hoogleraar criminologie aan de Gemeentelijke Universiteit van Amsterdam.
Op 8 november 1946 werd Feber benoemd tot raadsheer in de Hoge Raad der Nederlanden; op 10 mei 1960 werd hij vicepresident en op 28 oktober 1963 president van dat college. Hij werd op eigen verzoek op 16 januari 1970 uit die laatste functie ontslagen.